# Stanislas (chanteur)
Pour les articles homonymes, voir Stanislas et Renoult.
Louis Stanislas Renoult, dit Stanislas, né le 29 mai 1972 à Fontainebleau, est un chanteur français.

## Biographie
Il est le fils de François Renoult, musicien qui a écrit avec Antoine, notamment Je l'appelle Canelle. Il est également arrangeur du titre Les Élucubrations d'Antoine. Il se consacre très jeune à la musique : il commence à apprendre la musique à 3 ans et monte à 12 ans sur la scène du Palais Garnier pour chanter Macbeth (Verdi) et Tosca (Puccini) en compagnie de ténors comme Luciano Pavarotti qui le surnomme « petit ténor ». Lors de la dernière représentation de la Tosca, il reçoit des mains de James Conlon, chef d’orchestre, sa baguette de direction. Il continue son apprentissage et reçoit un prix de formation musicale au Conservatoire régional de Suresnes et un diplôme de la Berklee College of Music de Boston.
Stanislas entre dans la classe de direction d’orchestre à l’École normale de musique de Paris à 19 ans. Trois ans plus tard, il en sort avec les honneurs et devient alors l'assistant du directeur musical de l’Orchestre de Massy Dominique Rouits où il dirige des œuvres classiques. Il travaille également à la composition, aux arrangements et à la réalisation de titres (Disiz, Daniel Lévi, Calogero avec lequel il chante en duo La débâcle des sentiments, Charles Aznavour, Maurane, Kool Shen, Céline Dion, etc.).
En 2000, Stanislas forme avec Gioacchino, le frère de Calogero, le groupe Pure Orchestra et signe chez Atletico Records, le label de Pascal Obispo (distribué par Universal Music). Leur premier single U&I paraît en 2001 et l’album Singing’ dog sort en février 2002. En 2004, il commence l’écriture de son album solo et entame une nouvelle collaboration avec son frère Thibaud. Cela les mène à l’enregistrement de l’album de Thibaud, intitulé Les Pas perdus puis à celui de L'Équilibre instable sorti fin 2007 chez Polydor/Universal.
Après deux concerts à l'Alhambra à Paris en mars 2008, Stanislas part en tournée en novembre et décembre 2008.
Stanislas choisit de mettre en avant des élèves des conservatoires des villes dans lesquelles il se produit en les joignant à ses musiciens professionnels sur scène. Lors de sa tournée 2009, Stanislas était accompagné par Michel Aymé (guitare) et Dominique Spagnolo (piano et flûte). Pour sa tournée 2010, Hugo Barbet rejoint l'équipe.
En 2012, il forme un groupe, Circus, composé de Calogero, Philippe Uminski, Elsa Fourlon et Karen Brunon. Leur premier single Sur un fil est diffusé en radio le 18 juin 2012. Il participe au single caritatif Je reprends ma route en faveur de l'association Les voix de l'enfant.
Il participe en 2014 à la troisième saison de The Voice, la plus belle voix où il est un des « co-coaches » de l'équipe de Jenifer. Fin avril sort son quatrième album, Ma solitude, dont est extrait Ma solitude comme premier single, puis Là où le ciel rejoint la terre.
En 2015 et 2016, il est coach lors des quatrième et cinquième saisons de The Voice Belgique.

## Discographie

### Albums
| Année | Album                            | Information                                        | Classement des ventes | Classement des ventes | Classement des ventes |
| Année | Album                            | Information                                        | FR                    | FR (DL)               | BEL/Fr                |
| ----- | -------------------------------- | -------------------------------------------------- | --------------------- | --------------------- | --------------------- |
| 2007  | L'Équilibre instable             | 1er album studio Date de sortie : 19 novembre 2007 | 10                    | 15                    | 8                     |
| 2010  | Les Carnets de la vigie          | 2e album studio Date de sortie : 4 janvier 2010    | 36                    | -                     | 19                    |
| 2011  | Top Hat (hommage à Fred Astaire) | 3e album studio Date de sortie : 3 octobre 2011    | 114                   | -                     | 93                    |
| 2014  | Ma solitude                      | 4e album studio Date de sortie : 28 avril 2014     | -                     | -                     | -                     |

DL = Téléchargements

### Single
| Année | Single                                    | Classement des ventes | Classement des ventes | Classement des ventes | Album                   |
| Année | Single                                    | FR                    | FR (DL)               | BEL/Fr                | Album                   |
| ----- | ----------------------------------------- | --------------------- | --------------------- | --------------------- | ----------------------- |
| 2007  | Le Manège                                 | 2                     | 10                    | 15                    | L'Équilibre instable    |
| 2008  | La Belle de mai                           | 19                    | -                     | -                     | L'Équilibre instable    |
| 2008  | La Débâcle des sentiments (avec Calogero) | 2                     | 11                    | 3                     | L'Équilibre instable    |
| 2009  | Les Lignes de ma main                     | -                     | -                     | -                     | L'Équilibre instable    |
| 2010  | Fou d'elle                                | -                     | -                     | 35                    | Les Carnets de la vigie |
| 2010  | Tu verras en France (avec Mike Ibrahim)   | -                     | -                     | -                     | Les Carnets de la vigie |
| 2014  | Ma solitude                               | -                     | -                     | -                     | Ma solitude             |
| 2014  | Là où le ciel rejoint la terre            | -                     | -                     | -                     | Ma solitude             |
| 2024  | La vie des autres                         | -                     | -                     | -                     |                         |

### Participations
2008 : Duo Pauvre Verlaine avec Salvatore Adamo sur l'album Le Bal des gens bien.

## Récompenses
- Prix de Printemps 2008 - SACEM : Prix Rolf Marbot - Le Manège, compositeur-interprète Stanislas, auteur Amaury Salmon
- Grand Prix de l'UNAC 2009 : Grand Prix remis par l'Union nationale des auteurs et compositeurs le 11 février 2009 pour Le Manège